# Kirsten Lee
Kirsten Lee (født Damgaard Hansen 15. december 1941 i Ribe) er en dansk dr.med. og politiker fra Radikale Venstre, der bl.a. har repræsenteret partiet i Folketinget og som regionsrådsmedlem i Region Hovedstaden.
Lee blev uddannet speciallæge i børnesygdomme fra Boston University i 1972 og senere dr.med. på en disputats om hjerneskader hos unge alkoholikere. Her blev hun amerikansk gift, men ægteskabet med Harry Lee holdt ikke, og hun vendte derfor tilbage til Danmark. Her blev hun speciallæge på børneafdelingen på Hillerød Centralsygehus og i 1986 overlæge samme sted. Hun var fra 1990 administrerende overlæge, indtil hun i 1998 blev direktør for Finsencentret på Rigshospitalet. Senere blev hun chef for Folkesundhed København. Hun gik på pension i 2007.
Hendes politiske karriere begyndte i Folketinget, hvor hun blev indvalgt i 1987 og sad frem til 1990, men siden 2005 har hun været gruppeformand og formand for sundhedskoordinationsudvalget i Region Hovedstaden. Fra 2010 til 2011 var hun formand for regionens kvalitetsudvalg. Hun stoppede som regionsrådsmedlem i 2013.
Ud over at være deltager i den sundhedspolitiske debat har Kirsten Lee haft flere bestyrelsesposter – bl.a. som formand for Sund By Netværket og bestyrelsesmedlem i German Marshall Found of the United States, ligesom hun har været formand for Udvalget om Børns Dagligdag (1987-1988), formand for Kvindernes Internationale Ligestillingsudvalg (1988-1996) og medlem af Færdselssikkerhedskommissionen (1988–1995).
I 1987 blev hun kåret til Årets Børneven, og i 1994 modtog hun Tagea Brandts Rejselegat.
Kirsten Lee blev gift for anden gang i 1984 – med MF Niels Helveg Petersen. Parret har tre sammenbragte børn.